# Alnopsallus
Alnopsallus is een geslacht van wantsen uit de familie van de Miridae (Blindwantsen). Het geslacht werd voor het eerst wetenschappelijk beschreven door Duwal in Yasunaga & Lee.

## Soorten
Het genus bevat de volgende soorten:

- Alnopsallus godawari Duwal, Yasunaga & Lee, 2010
- Alnopsallus jiriensis Duwal, Yasunaga & Lee, 2010